# Paulo de Pitta e Cunha
Paulo Manuel de Pitta e Cunha GCIH (Lisboa, 27 de fevereiro de 1937 – 8 de setembro de 2022) foi um advogado e professor português.

## Biografia
Foi professor catedrático da Faculdade de Direito da Universidade de Lisboa e da Faculdade de Direito da Universidade Católica Portuguesa, desde 1980 e 1984, respetivamente. Tem livros publicados nos domínios do direito fiscal, do direito da economia e do direito da União Europeia. Foi membro da Academia das Ciências de Lisboa e ocupou os cargos de presidente do Conselho Científico da Faculdade de Direito da Universidade de Lisboa, de 1981 a 1983, e, de novo, entre 1996 e 1998, bem como o de presidente do Instituto Europeu da mesma Faculdade, a partir de 1987. Presidiu à Associação Fiscal Portuguesa, entre 1976 e 1978, tendo orientado a Comissão da Reforma Fiscal, entre 1984 e 1988. Militou no Partido Social Democrata (PPD/PSD) entre 1974 e 1977, tendo sido eleito deputado à Assembleia da República, nas legislativas de 1976. Filho do professor de Direito e reitor da Universidade de Lisboa, e ainda ministro dos Negócios Estrangeiros do Estado Novo, Paulo Arsénio Veríssimo da Cunha.
A 6 de abril de 2018 foi agraciado com a Grã-Cruz da Ordem do Infante D. Henrique.
Faleceu a 8 de setembro de 2022 aos 85 anos, segundo anunciou a Faculdade de Direito da Universidade de Lisboa.